# Poecilia dauli
Poecilia dauli es un pez de la familia de los pecílidos en el orden de los ciprinodontiformes.

## Morfología
Los machos pueden alcanzar los 1,7 cm de longitud total y las hembras los 1,9 cm.

## Distribución geográfica
Se encuentran en Sudamérica: Venezuela.